# Une rivière nommée Titas
Pour plus de détails, voir Fiche technique et Distribution.
Une rivière nommée Titas (তিতাস একটি নদীর নাম, Titas Ekti Nadir Naam) est un film indo-bangladais réalisé par Ritwik Ghatak et sorti en 1973. 
Le film est une adaptation du récit éponyme d'Advaita Malla Barman.

## Synopsis
Ce film suit plusieurs personnages appartenant à une communauté de pêcheurs d'un village situé sur les rives de la Titas (Bengale oriental). Basanti est une jeune fille qui rêve de se marier à Kishore. Mais celui-ci va se marier avec une fille d'un village voisin. Alors qu'il ramène sa tout nouvelle épouse sur son bateau, la jeune mariée est enlevée par des pirates pendant la nuit. Elle tombe à l'eau et est recueillie par les habitants d'un autre village. Plusieurs années après, ayant donné naissance à un fils qui a grandi, elle décide d'aller au village de son mari pour pouvoir présenter l'enfant à son père. Malheureusement, elle ne se souvient ni du nom ni du visage de l'homme qu'elle a épousé mais qu'elle n'a vu qu'une seule nuit. Elle va alors se lier d'amitié avec Basanti, qui est désormais veuve puisque son mari est mort le lendemain de leur mariage. Kishore habite toujours au village mais est a été rendu fou par la perte de son épouse.

## Fiche technique
- Titre du film : Une rivière nommée Titas
- Titre original : তিতাস একটি নদীর নাম (Titas Ekti Nadir Naam)
- Scénario : Advaita Malla Burman et Ritwik Ghatak
- Photographie : Baby Islam - Noir et blanc/35 mm
- Montage : Basheer Hossain
- Son : Amzad Hussain
- Musique : Bahadur Khan, Aahidul Haque
- Chansons : Lalan Fakir
- Décors : Munshi Mahiuddin
- Production : Purba Pran Katha Chitra (Bangladesh), Habib Bhai
- Durée : 159 minutes
- Pays de production :  Bangladesh/ Inde
- Dates de sortie :
  - Bangladesh : 27 juillet 1973
  - Calcutta (Inde) : 11 mai 1991

## Distribution artistique
- Rosa Samad : Basanti
- Kabari Chowdhuri : Rajar Jhi
- Rani Sarkar : Mungli
- Shafikul Islam : Ananta
- Roushan Jamil : la mère de Basanti
- M.A. Khair : le père de Basanti
- Ritwik Ghatak joue le rôle d'un vieux pêcheur, Tilakchand

## Autour du film
La réalisation d'Une rivière nommée Titas débute le 6 juillet 1972 au Bangladesh. Financé par un jeune producteur de Dacca, Habib Bai, le film est tourné par une équipe locale. Le scénario est inspiré d'un récit, célèbre au Bengale, d'Advaita Malla Barman, originaire de Gogankhat, village de pêcheurs (les malos) où se situe l'action du film. Vers la fin du tournage, Ritwik Ghatak, réalisateur du film, contracte la tuberculose et doit être rapatrié à Calcutta dans un hélicoptère du gouvernement indien. De fait, Ghatak ne pourra assurer et contrôler le montage de son film. La première version projetée à Dhaka, le 27 juillet 1973, ne reçoit pas l'accord du réalisateur. En 1974, Ghatak retourne à Dacca et procède à un nouveau montage du film, le seul autorisé aujourd'hui. Lors de la rétrospective Ritwik Ghatak, organisée par la Cinémathèque française en juin 2011, les spectateurs parisiens ont pu visionner une copie du film restaurée par les soins de la World Cinema Foundation et de la Cineteca di Bologna.

## Titaspar Ritwik Ghatak
« J'ai passé les premières années de ma vie et de ma jeunesse au Bengale oriental. C'est bien sûr une violente nostalgie pour le Bengale oriental qui m'a convaincu de réaliser Titas, de faire un film sur cette rivière. (...) Ce film est de nature épique et la politique n'y a aucune place. Bien des péripéties de Titas sont inextricablement liées à mon enfance. Je me suis retrouvé là, au Bengale oriental, après un blanc de trente ans. »  Ainsi, s'exprime Ritwik Ghatak qui adapte une œuvre d'Advaita Malla Barman (1914-1951) décrivant la vie d'une communauté de pêcheurs autour des années 1920-1930. 
Invité à Dacca, en compagnie de Satyajit Ray, par le gouvernement du Bangladesh, Ritwik Ghatak fait part, en outre, de son extrême émotion lorsqu'il survola, à ce moment-là, la Padma. Cet épisode se situe le 21 février 1972, c'est-à-dire moins d'un an après la guerre d'indépendance du Bangladesh. Il venait de réaliser aussi un court métrage d'une vingtaine de minutes appelé Le fleuve Padma au flot irrépressible (Durbar Gati Padma) (1971). « J'ai eu le sentiment que le Bengale se trouvait toujours là, inchangé, dans toute sa plénitude et sa beauté, tel que je l'avais connu (...). Mais il ne s'agissait que d'une régression - du sentiment enfantin que le temps était là, immobile. Titas a surgi de cette naïveté enfantine qui caractérisait mon état d'esprit et mes fantasmagories. Mais en travaillant à mon film, je n'ai pas retrouvé le passé du lieu », indique-t-il. Ritwik Ghatak ajoute plus loin : « Tout a changé au point d'en devenir méconnaissable - la manière de penser, l'esprit, l'âme des gens. » (Entretien cité).
À propos du film, Ghatak affirme que son thème principal c'est précisément la rivière Titas. « Notre civilisation est fondée sur les rivières. Titas (...) c'est une force nourricière. La rivière est en train de mourir - un jour, elle se trouve complètement à sec et les pêcheurs sont dépossédés de leur "île" qui émergeait au-dessus de l'eau. C'est alors que les paysans prennent l'avantage. » (Entretien cité). « Sur la terre du Bengale fleuves et rivières dessinent une chevelure éployée et tout emmêlée dont les vagues forment des mèches blanches. (...) Tous sont des cours d'eau mais tous les cours d'eau ne se ressemblent pas. Ils servent aux besoins quotidiens des humains mais de façon différente », écrit Advaita Malla Barman.
« La composante économique est la composante essentielle du film. Le trafic d'usure, les intérêts toujours croissants venant chaque année s'ajouter aux incendies des bungalows des paysans - tous ces éléments sont effectivement d'ordre économique. (...) L'oppression brutale que les babus (les hommes de main des zamindars) ont fait peser sur les gens des basses castes peut difficilement être décrite en mots. (...) Advaita a abordé ce sujet avec beaucoup de justesse dans Titas. Mais on a une latitude limitée pour rendre cela au cinéma. Je me suis contenté d'y faire allusion », souligne Ritwik Ghatak. Le réalisateur admet, par ailleurs, n'avoir suivi l'histoire d'Advaita que « jusqu'à un certain point. (...) Le récit d'Advaita est réaliste. Son récit s'achève dans les ruines. L'épilogue que j'ai ajouté suggère la venue d'une nouvelle ère, d'une nouvelle vie à naître », dit-il. (Entretien cité).